# آدم ياكوبسن
آدم ياكوبسن (بالدنماركية: Adam Jakobsen)‏ (7 أبريل 1999 بالدنمارك - ) هو لاعب كرة قدم دانمركي في مركز الهجوم. لعب مع نادي فايله.

## وصلات خارجية
- آدم ياكوبسن على موقع قاعدة بيانات كرة القدم.إي يو (الإنجليزية)
- آدم ياكوبسن على موقع Soccerway.com (الإنجليزية)